# 魅惑のヒットパレード
『魅惑のヒットパレード』（みわくのヒットパレード）は、青森放送ラジオで放送されている音楽番組である。桃川の一社提供。放送時間は毎週月曜 - 金曜 16:10 - 16:25（日本標準時）。
番組は、1992年6月から2006年9月まで『あおもりTODAY』に内包されていた。内包番組時代には生放送で、同番組のパーソナリティが本番組も兼務していた。当時は曲を3曲当てるコーナーなどがあり、取り扱う楽曲のジャンルも洋楽からJ-POPまでと幅広かったが、同番組から外れて単独番組化してからは演歌と懐メロが中心になっている。また楽曲紹介のほか、毎回リスナーから日本酒に合うおつまみを募集して紹介する企画も行っている。
2010年3月からは伊東幸子（青森放送アナウンサー）がパーソナリティを務めている。それ以前には山内千代子（当時青森放送アナウンサー）が務めていたが、山内は2010年3月に産休を取って一時降板した。その間の代理を伊東が務めていたが、山内は産休明け後にラジオ製作部への転属で番組ディレクターになったため、引き続き伊東が務める形になった。